# Dolina Środkowego Świdra
Dolina Środkowego Świdra este o arie protejată (sit de importanță comunitară — SCI) din Polonia întinsă pe o suprafață de 1.475,69 ha, integral pe uscat.

## Localizare
Centrul sitului Dolina Środkowego Świdra este situat la coordonatele 52°05′31″N 21°28′20″E / 52.092°N 21.4723°E.

## Înființare
Situl Dolina Środkowego Świdra a fost declarat sit de importanță comunitară în octombrie 2009 pentru a proteja 10 specii de animale.

## Biodiversitate
Situată în ecoregiunea continentală, aria protejată conține 8 habitate naturale: Lacuri eutrofice naturale cu vegetație de tip Magnopotamion sau Hydrocharition, Pajiști calcaroase din nisipuri xerice, Pajiști cu Molinia pe soluri calcaroase, turboase sau argilos-nămoloase (Molinion caeruleae), Liziere de ierburi înalte hidrofile de câmpie și de nivel montan până la alpin, Fânețe de joasă altitudine (Alopecurus pratensis, Sanguisorba officinalis), Mlaștini alcaline, Păduri aluvionare cu Alnus glutinosa și Fraxinus excelsior (Alno-Padion, Alnion incanae, Salicion albae), Păduri mixte riverane de Quercus robur, Ulmus laevis și Ulmus minor, Fraxinus excelsior sau Fraxinus angustifolia, de-a lungul marilor râuri (Ulmenion minoris).
La baza desemnării sitului se află mai multe specii protejate:
- amfibieni (1): buhai de baltă cu burta roșie (Bombina bombina)
- mamifere (2): castor (Castor fiber), vidră de râu (Lutra lutra)
- nevertebrate (3): fluturele purpuriu (Lycaena dispar), Ophiogomphus cecilia, Vertigo angustior
- pești (4): zvârluga (Cobitis taenia), Eudontomyzon mariae, țipar (Misgurnus fossilis), boarță (Rhodeus amarus)